# Раджендра Крісті
Раджендра Крісті (1 липня 1938 — 22 грудня 1992) — індійський хокеїст на траві.
Олімпійський чемпіон 1964 року, бронзовий призер 1968 року.
Срібний призер Азійських ігор 1962 року.